# Euryoryzomys emmonsae
Euryoryzomys emmonsae är ett däggdjur i familjen hamsterartade gnagare. Den listades tidigare tillsammans med några andra arter som numera utgör släktet Euryoryzomys i släktet risråttor (Oryzomys). Artepitet i det vetenskapliga namnet hedrar zoologen Louise H. Emmons.
Arten har kort och mjuk päls på ovansidan. Färgen är ockra med några mörkbruna hår inblandade. Euryoryzomys emmonsae skiljer sig genom avvikande detaljer av de nedre molarerna från andra släktmedlemmar. Den har dessutom en svans som är tydlig längre än huvud och bål tillsammans.
Denna gnagare förekommer i Amazonområdet i Brasilien söder om Amazonfloden. Utbredningsområdet ligger mellan floderna Xingu och Tocantins. Arten vistas i skogar med flera klätterväxter, med bambu och med buskar. Troligen behöver Euryoryzomys emmonsae ursprungliga skogar.
Arten hotas troligtvis av skogsavverkningar. Den är sällsynt och den listas av IUCN med kunskapsbrist (DD).